# Arcádia (província romana)
Arcádia ou Egito Arcádio foi uma antiga província do Império Romano no norte do Egito. Ela foi criada entre 386 e c. 395 a partir do território da Augustâmica pelo imperador Arcádio. Ela abrangia majoritariamente o território da antiga Heptanômia ("sete nomos"), com exceção de Hermópolis Magna, que continuou na Tebaida. Na Notitia Dignitatum, a Arcádia é uma das seis províncias da Diocese do Egito e era governada por um presidente.

## Sés episcopais
As sés episcopais da província e que aparecem no Anuário Pontifício como sés titulares são:
- Alfocrano (Heluã)
- Afroditópolis (Atfi)
- Arsinoé na Arcádia (Crocodilópolis/Faium)
- Cinópolis na Arcádia (Elqueis? Xeique Alfadle?)
- Heracleópolis Magna
- Mênfis